# Прайор, Карен
Карен Прайор (англ. Karen Pryor; 14 мая 1932, Нью-Йорк, Нью-Йорк — 4 января 2025) — американская писательница, биолог-бихевиорист. Известна своими книгами по дрессировке животных, такими как «Не рычите на собаку», «Дрессировка собак с помощью кликера», «Несущие ветер». Основоположник метода дрессировки животных с кликером. Автор более 20 научных статей и 18 книг.

## Биография
Родилась 14 мая 1932 года в Нью-Йорке (США). Училась в Корнеллском университете (Итака, штат Нью-Йорк, США). В 1963 году стала сооснователем океанариума «Sea Life Park» (Гавайи, США), где дрессировала морских животных до 1972 года. В 1998 году основала собственную академию по дрессировке животных. С 2012 года преподавала в Хантерском колледже.
Умерла 4 января 2025 года в возрасте 92 лет.